# Ruta Provincial 11 (Entre Ríos)
La Ruta Provincial 11 es una carretera argentina asfaltada, que cruza la provincia de Entre Ríos de norte a oeste. Comenzando en Paraná, terminando al norte de Gualeguay en el cruce con la RN 12. Su recorrido es de 215 km. y en 2015 se terminó de rehabilitar el último tramo desde Victoria a Gualeguay.

## Ciudades
Las ciudades y pueblos a los que se accede mediante esta ruta de norte a oeste son las siguientes:

### Departamentos
- Departamento Paraná: accesos a Paraná y Oro Verde.
- Departamento Diamante: accesos a Colonia Ensayo, Aldea Brasilera, Aldea Spatzenkutter, Villa Valle María, Aldea Protestante, Strobel y Diamante.
- Departamento Victoria: accesos a Molino Doll, Victoria y Rincón de Nogoyá.
- Departamento Gualeguay: acceso a Gualeguay.

## Historia
En la década de los sesenta, el Estado provincial decidió pavimentar un viejo camino de tierra que llegaba a Paraná desde Victoria y Gualeguay. Al prosperar el proyecto y ser conocido en Gualeguay, la Sociedad Rural local se manifestó en contra de ese trazado, pues los productores ya sabían entonces del comportamiento de las aguas al escurrir desde la zona alta de González Calderón.
Por aquel entonces, las vías del ferrocarril estaban activas y mantenidas, con sus pasos bien limpios y no representaban un obstáculo al escurrido. Al dejar de funcionar, el abandono les convirtió en diques.
A pesar de todo lo advertido desde la Rural local, al realizar la obra y con el fin de abaratar los costos, al proyecto original le sacaron casi una docena de alcantarillas o aliviadores, y le dejaron solo los que aún existen, aunque todos ubicados en las zonas altas, impidiendo un flujo ágil de las aguas.
Fue inaugurada de manera tan precaria la obra, que no pasaron muchos años cuando el agua de las lluvias caídas fueron retenidas por su terraplén y se anegaron muchos vecinos. Fue entonces que, en la desesperación, los inundados rompieron el asfalto de la ruta con picos hasta liberar el agua retenida. Muchos de ellos terminaron presos.
Posteriormente, conforme comenzó el cambio climático, con él aparecieron las grandes lluvias. Así fue que en 2007, durante 4 días, llovieron en Gualeguay entre 600 y 700 milímetros, pero también llovió así tierras arriba, en la zona de Calderón, casi 50 metros más altas que la ciudad cabecera. Al escurrir esa lluvia hacia el suroeste, chocó contra la mencionada ruta 11 y gran parte fue desviada hacia Gualeguay.
Más allá de que a partir de esta situación se realizaron una serie de obras, todas a la vista inefectivas; entre 2012 y 2015 se rehízo la Ruta 11, pero a pesar de ser sabidas las falencias de la misma y las graves consecuencias de estas en la población de Gualeguay, se dejaron las alcantarillas tal como estaban.

## Gestión
El mantenimiento de esta carretera se realiza mediante la Dirección Provincial de Vialidad de la Provincia de Entre Ríos. 

## Transporte interurbano
Varias empresas privadas provinciales recorren diferentes tramos de la ruta conectando diferentes pueblos y ciudades. También, es transitada por tres líneas interurbanas que conectan la ciudad de Oro Verde (llegando a Facultades de UADER y UNER, Escuela Alberdi y barrios internos) con el centro cívico y comercial de la ciudad de Paraná y viceversa.
Estas se distribuyen ingresando por diferentes avenidas y arterias: La línea 6  que recorre la avenida RP 11 - Avda. de las Américas, la línea 12 que circula por RP 11 - Avda. Los Cisnes - Avda. Zanni / Blas Parera - Avda. Don Bosco y la línea 15 que atraviesa el centro de la ciudad por las arterias RP 11 - Avda. de las Américas - Avda. Francisco Ramírez.
Última actualización en 2018/19
- C.O.D.T.A
  - Paraná - Diamante

Ida: 6:45, 7:30 Sáb, 7:50 Dom, 10:30 Lun-Vie, 10:45 Dom, 11:30 Lun-Vie, 13:30 Lun-Vie, 13:40 Sáb-Dom, 14:15 Lun-Vie, 16:30, 19:15 Lun-Vie, 20:15, 22:10 Lun-Vie, 23 Sáb-Dom, 23:25 Lun-Vie
Vuelta: 5:10 Lun-Vie, 5:40 Lun-Vie, 5:45 Lun-Vie, 5:50 Sáb-Dom, 8:45 Lun-Vie, 9:15 Sáb-Dom, 10 Lun-Vie, 12:20 Lun-Vie, 12:30 Sáb-Dom, 15, 16 Lun-Vie, 17:30 Lun-Vie, 18 Dom, 18:15 Lun-Vie, 18:30 Dom, 19 Lun-Vie, 21:30
- - Paraná - Victoria por Diamante

Ida: 10:45 Lun-Sáb, 17
Vuelta: 7 Lun-Sáb, 13 Lun-Sáb
- - Paraná - Victoria

Ida: 6:30, 10:15 Dom, 12:20, 15 Lun-Sáb, 19:45
Vuelta: -
- 21 AUTOTRANSPORTE
  - Paraná - Diamante

Ida: 7 Lun-Vie, 8 Sáb-Dom, 10:45 Dom-Vie, 13:40 Lun-Vie, 16:30, 19:15 Lun-Vie, 19:45 Sáb-Dom, 23 Sáb-Dom
Vuelta: 6 Sáb-Dom, 9:20 Dom-Vie, 12:30 Dom-Vie, 14 Sáb, 15:15 Lun-Vie, 17:40 Lun-Vie, 18:15 Sáb-Dom, 21:15 Lun-Vie, 21:30 Sáb-Dom
- - Paraná - Diamante (con recorrido interno)

Ida: 7:45, 23 Lun-Vie
Vuelta: 5:30 Lun-Vie, 6 Lun-Vie
- EL INDIO
  - Paraná - Diamante (Directo)

Ida: 7:15 Lun-Sáb, 8:05 Lun-Vie, 10:15 Lun-Sáb, 12:15 Lun-Vie, 13:15 Lun-Sáb, 16 Lun-Vie, 19 Lun-Vie, 19:15 Dom, 21:30 Lun-Vie, 22:15 Dom
Vuelta: 6:05, 8:30 Sáb, 9 Lun-Vie, 12 Lun-Sáb, 13:30 Lun-Vie, 14:45 Lun-Vie, 17:45 Lun-Vie, 18:15 Dom, 20:30 Lun-Vie, 21:15 Dom
- - Paraná - Diamante (con paradas intermedias)

Ida: 9:20 Sáb, 12:20 Sáb, 14:45 Lun-Vie, 15 Sáb, 18:15 Lun-Vie, 21:45 Lun-Vie
Vuelta: 6:20 Lun-Vie, 7 Sáb, 9:30 Lun-Vie, 10:45 Sáb, 13:40 Sáb, 17 Lun-Vie, 19:45 Lun-Vie